# Chacun sa vie
Chacun sa vie è un film del 2017 diretto da Claude Lelouch.